# Под дъгата
„Под дъгата“ е български телевизионен игрален филм (драма) от 1989 година на режисьора Илко Дундаков. Оператор е Константин Занков, а музиката е на Ангел Михайлов.
В основата на филмовия разказ е романът на писателя Дончо Цончев „На Странджа баир душата“.

## Сюжет
„Под дъгата“ е камерен филм, в който нещата от живота се въртят в семеен триъгълник - между бащата, майката и детето. Може ли човек да живее в сянката на друг човек ? Даже и когато този друг човек е прославен актьор. Неговата съпруга се чувства нереализирана. Тя напуска дома, за да потърси промяната, за да мине „под дъгата“, да усети живота. Но раздялата между тях е само физическа., защото в мислите си те продължават да бъдат заедно .

## Актьорски състав
| Роля                            | Изпълнител       |
| ------------------------------- | ---------------- |
| актьорът Иван Пеев/Хамлет       | Стефан Данаилов  |
| Ружа, съпругата на Иван Пеев    | Пламена Гетова   |
| Галя                            | Виолета Колева   |
| приятеля на Иван                | Марин Янев       |
| баба Унда, майката на Ружа      | Златина Тодева   |
| Ева, дъщерята                   | Михаела Стойкова |
| доктора                         | Анани Явашев     |
| Нина                            | Нели Топалова    |
| актьор на погребението          | Светослав Пеев   |
| театралния режисьор на „Хамлет“ | Кирил Кавадарков |
| мистър Уотър, геологът          | Стефан Илиев     |
|                                 | Пламен Масларов  |
|                                 | Милена Дворска   |
| Ян Новак                        | Мирослав Моравец |
|                                 | Либор Васелидес  |
| актьор на репетиция / „Кралят“  | Велко Кънев      |
| актриса на репетиция            | Мария Стефанова  |
| актьор във филмовата продукция  | Йосиф Сърчаджиев |

## Цитат
- Животът е като пустиня, без семейството...